# Association canadienne de rallye
Pour les articles homonymes, voir CARS.
L’association canadienne de rallye, connue sous l’acronyme CARS (en anglais : Canadian Association of Rally Sport), est l’autorité officielle pour tout ce qui concerne le rallye automobile au Canada. Elle est reconnue par ASN Canada FIA et par la Fédération internationale de l'automobile. De ce fait, CARS est la fondation de base responsable de toutes les décisions concernant l’organisation, la direction et la gestion du sport au Canada.
CARS est une association de clubs automobiles qui s’étend de Terre-Neuve à la Colombie Britannique. Elle a été fondée en 1990 et incorporée en 1991 après le démantèlement des précédentes organisations canadiennes nationales de sport automobile. Elle soutient une seule série canadienne de course automobiles : le Championnat canadien de rallye. 